# خرشنة خطافية

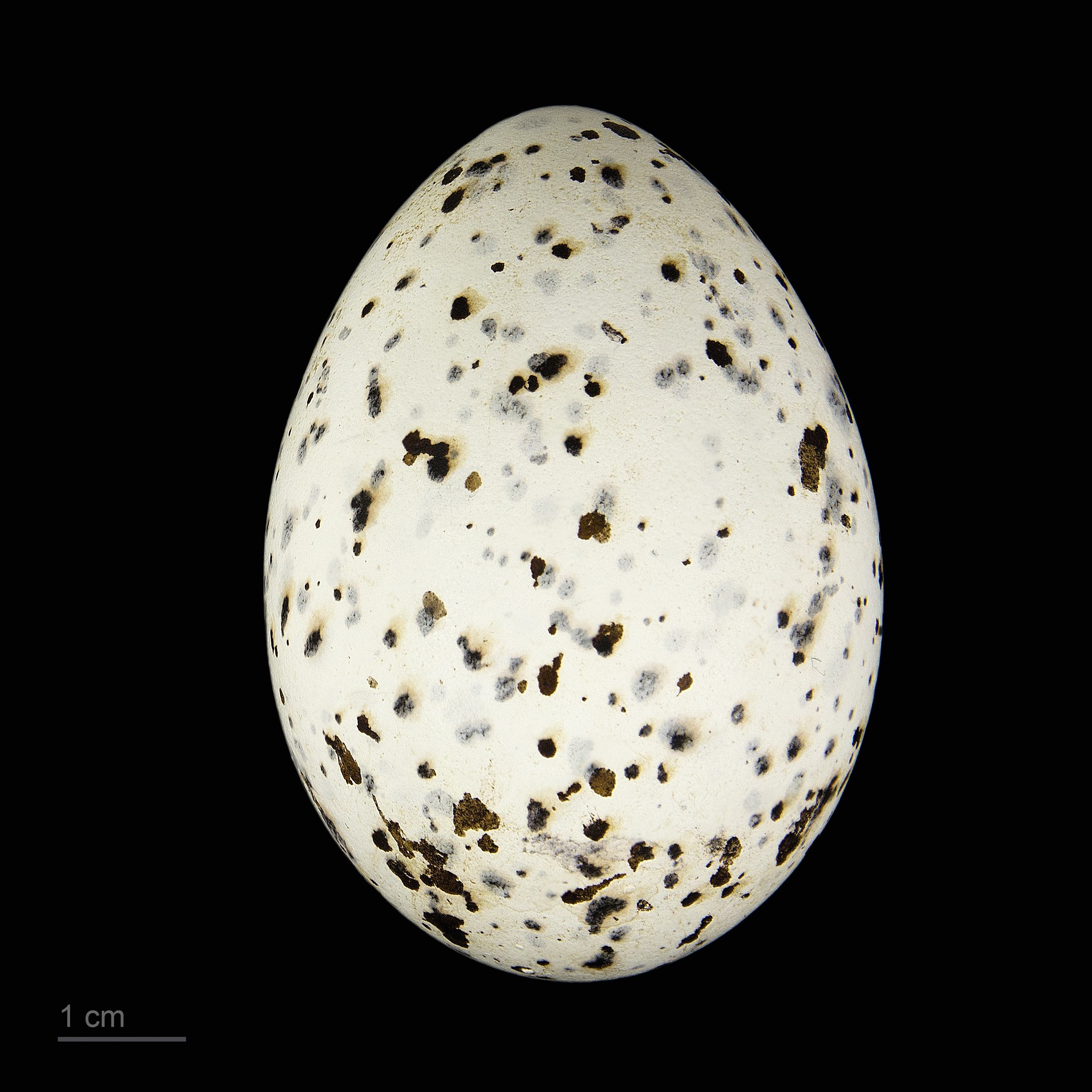
بيضة خرشنة خطافية

الخرشنة الخطافية أو الخرشنة ذات التاج الكبير أو خرشنة سريعة أو الحِقْط (الاسم العلمي: Thalasseus bergii) هو نوع من الطيور يتبع جنس الخرشنة من الفصيلة النورسية ، ويضع أعشاشهُ بكَثافة على أشرطةِ السواحل البحرية، والجزر في أماكن العالم القديم الإستوائية وشبه الإستوائية. وهي عبارة عن خمسة نويعات تتكاثر من مناطق جنوب أفريقيا حول المحيط الهندي حتى وسط المحيط الهادئ وأستراليا، وكل أعداد هذه الطيور تتشتت بشكل واسع من نطاق التكاثر بعد بناء العش. والطائر ذو صلة قريبة مع طائر الخرشنة البنغالي وطائر الخرشنة الملكي، ويمكن تميّيزُه من الحجم ولون المنقار.
	وللطائر أجزاء علوية ذات لون رمادي، وأجزاء سُفلية ذات لون أبيض، ومِنقار ذو لون أصفر، ولها عرف أسود أشعث يتساقط في فصل الشِتاء. ولصغار هذا الطائر مظهر مُميز، يكون مُنقش بشدة بلون رمادي، ولريشه ألوان بُنية وبيضاء، ويعتمد على والداه لعدة أشهر من أجل تزويده بالطعام بعد نمو ريشه. وكمثل جميع الأنواع التي تتواجد في جنس الخرشنة، يغطس طائر الخرشنة الخطافية في الماء من أجل اصطياد الأسماك. عادةً في بيئات بحرية. ويُقدم الذكر السمك للأنثى كجزء من طقوس المغازلة.
وهي أنواع متأقلمة، فقد تعلم كيف يتبع قوارب الصيد من أجل الحصول على بقايا الصيد العرضي المُتخلى عنها، وقد تعلم كيف يستخدم مواقع أعشاش غير مألوفة كأسطح البنايات، والجزر الصناعية في القشور الملحية وأماكن أعمال الصرف الصحي. وقد انخفضت أعداد هذه الطيور بسبب أخذ طيور النوارس وأبو منجل لبيوضها وصغارها، وبسبب الأنشطة البشرية كالصيد، والرماية، وجني بيضها. ولا يوجد هنالك أي حالة حفظ عالمي لهذا الطائر، حيث أن مجموعات هذا الطائر تحوي على أكثر من 500,000 فرد.

## التصنيف
هي طيور بحرية يتراوح حجمها بين الصغير إلى المتوسط، وهي ذات صلة قريبة جداً مع طيور نوارس البحر، وأبو مقص، والكركر. مظهرها شبيه بالنوارس ولكن عادةً بُنيتها أخف، ولها أجنحة طويلة بارزة (والتي بدورها تعطيهم تحليق سريع قادر على العوم)، ولها ذيل مُتفرع بعمق وساقان صغيرتان. معظم الأنواع ذات لون رمادي في الأعلى ولون أبيض في الأسفل، ولها قلنسوة سوداء تتساقط أو تتنقط باللون الأبيض في فصل الشتاء.
تم وَصف الخرشنة الخُطافية لأَولِ مرة بالاسمِ العلمي: Sterna bergii من قبل عالم الطبيعة الألماني هينريتش ليختنشتاين في عام 1823م، ولكن تم تغيير جنسه إلى ماهو عليه الآن Thalasseus، وذلك بعد فحص الحمض النووي الميتوكوندري والذي أكد بأن الأنماط الثلاثة الرئيسة التي تَظهر على الخراشن (بدون قلنسوة سوداء، بقلنسوة سوداء، بقلنسوة سوداء وهامة بيضاء) مُرتبطة بأطوار مُستقلة.
لدى الخرشنة الخطافية أقارب في نفس الجنس وهما : الخرشنة البنغالية، والخرشنة الملكية. لم تتضمن دراسات الحمض النووي طائر الخرشنة الصينية المتوجة المهدد بالانقراض، ولكنه من قبل ذلك كان من ضمن نفس النوع.
استُمد اسم جنس طائر الخرشنة الخُطافية من الكلمة اليونانية: ثاليسا (باليونانية: Θάλασσα)‏، والتي تعني البحر.
للخرشنة الخطافية حوالي خمسة أعراق جُغرافية، تختلف فقط في لون الأجزاء العُليا والمنقار. وهي مُدرجة في الأسفل بتسلسل تصنيفي. هنالك عدد من النويعات الأخرى المُحتملة التي تم اقتراحها، ولكنها لا تُعتبر صحيحة.
| اسم النويع       | الاسم العلمي     | واضع الاسم        | نطاق التكاثر                                     | السمات المميزة                                                                   | العدد التقريبي                                                                             |
| ---------------- | ---------------- | ----------------- | ------------------------------------------------ | -------------------------------------------------------------------------------- | ------------------------------------------------------------------------------------------ |
| الخرشنة الخُطافية | T. b. bergii     | ليختنشتاين، 1823م | سواحل أفريقيا الجنوبية وناميبيا                  | رمادي قاتم في الأعلى، أكبر بقليل من النويع thalassina، بياض أقل في الرأس.        | 20,000 فرد بما فيهم (6,336 زوج في طور التكاثر في أفريقيا الجنوبية، و 1,682 زوج في ناميبيا) |
| خرشنة إنيغما     | T. b. enigma     | كلانسي، 1979م     | نهر زمبيزي، الموزمبيق، جنوبي ديربان.             | نُويع باهت اللون.                                                                 | 8,000-10,000 فرد في مدغشقر و الموزنبيق.                                                    |
| خرشنة مقنزعة     | T. b. cristata   | ستيفنس، 1826م     | شرق المحيط الهندي، أستراليا، غرب المحيط الهادئ.  | شبيه بالخرشنة الخُطافية، له ذيل، أردافه وظهره منتظمة اللون، لون أبهت في أستراليا. | أكثر من 500,000 فرد في أستراليا.                                                           |
| -                | T. b. thalassina | ستريسمان، 1914م   | غرب المحيط الهندي                                | صغير وباهت اللون، ويكون أكبر وأقل بهات في جنوب نطاق تكاثره                       | 2,550-4,500 فرد في شرق أفريقيا وسيشل                                                       |
| خرشنة سريعة      | T. b. velox      | كريتشمر،1827م     | البحر الأحمر، الخليج العربي، شمال المحيط الهندي. | يعد أكبر، وأثقل، وأغمق، نويع. كما وله أكبر منقار.                                | 33,000 في الشرق الأوسط، 4,000 زوج في عمان، و 3,500 زوج على الجزر الواقعة قبالة السعودية.   |

## الوصف
هي خرشنة كبيرة لها منقار أصفر طويل يتراوح طوله بين (5.4-6.5 سم)، ولها ساقان سوداوان، وتاج لامع يكون أشعث بشكل ملحوظ في الجزء الخلفي. ويصل طول النويع البالغ المسمى بهذا النوع T. b. bergii بين 46-49 سم، ويصل طول باع الجناح بين 125-130سم، ويزن بين 325–397 غرام. تكون الهامة والأجزاء السفلية بلون أبيض، والظهر والأجنحة الداخلية يكون لونها رمادي داكن. يكتسي ريشه بلون رمادي باهت، يندمج في الجزء الخلفي بلون أسود فلفّلي.
كلا الجنسان البالغان متشابهان في المظهر، ولكن يمكن تمييز صغارها، حيث يكون رأس الصغار شبيهاً برأس الخراشن البالغة في فصل الشتاء، وتكون الأجزاء العلوية مُنقشة بلون أبيض، ورمادي قوي. ويكون لدى الأجنحة المُغلقة أشرطة سوداء. وبعد تساقط الريش، يصبح مظهر الصغار مشابهاً للخرشنة البالغة، ولكنه لا زال يحتفظ بنمط الجناح المنقوش، والشريط الأسود في داخل ريش الطيران.
يبدأ الريش الزواجي (nuptial plumage) في الخرشنة السريعة  T. b. velox و T. b. thalassina خلال فترة مايو إلى سبتمبر أو أكتوبر. بينما تكون الدورة المماثلة للعرقين المتواجدين في أفريقيا الجنوبية من شهر ديسمبر حتى أبريل. ويختلف توقيت تساقط الريش بالنسبة للخرشنة المقنزعة باختلاف الأماكن، حيث يكون الريش الزواجي من سبتمبر حتى حوالي شهر أبريل، ولكن الطيور المتواجدة في تايلند، والصين، وسولاويزي تأخذ هذا المظهر من فبراير حتى يونيو أو يوليو.
حجم الخرشنة الملكية مشابه لهذه الأنواع، ولكن بُنيتها أثقل، وجناحيها أوسع، لون ظهرها الأسود شاحب أكثر، ولها منقار غير حاد لونه برتقالي أكثر. وترتبط عادةً الخرشنة الخطافية بهذا الأخير، ولكنه أكبر منه بـ25%، وله منقار أطول متناسب. ورأس أثقل وأطول. وجسم أضخم. وللخرشنة البنغالية منقار برتقالي، وفي فترة البلوغ يتنقش ريشها أقل من الخرشنة الخُطافية.
صوت الخرشنة الخطافية عالٍ جداً، خصوصاً في مناطق تكاثرها. نداء الإعلان الإقليمي صاخب، شبيه بصوت الغراب كرراك. ومن النداءات الأخرى أيضاً كورركورركورر، والذي يُعطى في العش في حالة القلق أو التحمس، والنداء الخشن ويب ويب عند الطيران.